# Cindy Gómez
Cindy Gómez es una cantante, compositora, actriz y modelo canadiense. De padres colombianos, Cindy puede cantar en inglés, francés, español, italiano y latín, entre otros idiomas.

## Carrera

### Inicios
Gómez inicialmente mostró interés por el modelaje, ingresando en el concurso Miss Latin America en Canadá. Luego de ganar el concurso, logró inmediato reconocimiento mediático. En 2002 aportó su voz para la canción de música electrónica "Pounding Your Soul", publicada en el álbum Release Yourself Ibiza de Roger Sanchez y logró su primer papel en el cine en la película Left Behind II: Tribulation Force, protagonizada por Kirk Cameron y Brad Johnson.
En 2003 cantó la canción "Time Only Knows", utilizada en la banda sonora oficial del videojuego Prince of Persia: The Sands of Time desarrollado por Ubisoft Montreal. "Time Only Knows" se ha convertido en una de las canciones favoritas entre la comunidad de jugadores.

### Reconocimiento
Su primer gran oportunidad llegó en el 2008 cuando recibió una llamada del productor Michael Bradford para presentarse con Ringo Starr en los programas Larry King Live, The Late Late Show with Craig Ferguson y en el establecimiento House of Blues. Cindy conoció al músico Dave Stewart, reconocido por ser miembro fundador de la banda Eurythmics. Stewart compartiría escenario con Starr en el programa de Larry King, interpretando la canción "Liverpool 8" que ambos compusieron. Sin embargo una de las coristas para la presentación enfermó y Gómez tomó su lugar en la presentación. Stewart quedó impresionado con la voz y puesta en escena de Cindy, invitándola a trabajar con él en Los Ángeles.
Ese mismo año, Cindy hizo parte de la grabación del álbum Dave Stewart Songbook, Vol.1 como corista y como vocalista principal en las canciones "Underneath it All" (originalmente interpretada por No Doubt) y "Jealous" (originalmente interpretada por Sinéad O'Connor), y brindando recitales en Las Vegas, Los Ángeles y otras ciudades.
En 2012 publicó su primer EP en español titulado "Fuego Fatal", compuesto de cinco canciones; una de ellas escrita por Shakira y Dave Stewart.